# Комбинациона логика
У теорији дигиталних кола, комбинациона логика (понекад се односи на временско независну логику) је тип дигиталне логике, која се имплементира у Буловим колима, где је излаз чиста функција улаза. Ово је у супротности са секвенцијалном логиком, у којој излаз зависи не само од присутног улаза, већ и од ранијих улаза. Другим речима, секвенцијална логика памти, а комбинациона логика не.
Комбинациона логика се користи у компјутерским колима да изврши Булову алгебру на улазном сигналу и у сачуваним подацима. Практично компјутерска кола садрже мешавину комбинационих и секвенцијалних кола. На пример, део аритметичко логичко јединице, или АЛУ, која обавља математичко рачунање је конструисан помоћу комбинационих кола. Остала кола која се користе у рачунарима, као што су полусабирачи, сабирачи, полуодузимачи, одузимачи, мултиплексери, демултиплексери, кодери, декодери су такође направљени помоћу комбинационе логике.

## Представљање
Комбинациона логика се користи за израду кола која треба да дају одређени излаз за неки улаз. Конструкција комбинационе логике генерално се ради коришћењем једне од две методе: сума производа или производ сума. Сума производа се може визуализовати помоћу таблице истинитости, која је дата у примеру:
| {\displaystyle A} | {\displaystyle B} | {\displaystyle C} | Резултат | Логичка еквиваленција                          |
| ----------------- | ----------------- | ----------------- | -------- | ---------------------------------------------- |
| F                 | F                 | F                 | F        | {\displaystyle \neg A\cdot \neg B\cdot \neg C} |
| F                 | F                 | T                 | F        | {\displaystyle \neg A\cdot \neg B\cdot C}      |
| F                 | T                 | F                 | F        | {\displaystyle \neg A\cdot B\cdot \neg C}      |
| F                 | T                 | T                 | F        | {\displaystyle \neg A\cdot B\cdot C}           |
| T                 | F                 | F                 | T        | {\displaystyle A\cdot \neg B\cdot \neg C}      |
| T                 | F                 | T                 | F        | {\displaystyle A\cdot \neg B\cdot C}           |
| T                 | T                 | F                 | F        | {\displaystyle A\cdot B\cdot \neg C}           |
| T                 | T                 | T                 | T        | {\displaystyle A\cdot B\cdot C}                |

Користећи суму производа, сва логичка стања која дају истинит резултат могу се сабрати, дајући:
{\displaystyle A\cdot \neg B\cdot \neg C+A\cdot B\cdot C\,}
Користећи Булову алгебру, резултат се поједностављује према следећем еквиваленту таблице истинитости:
{\displaystyle A\cdot (\neg B\cdot \neg C+B\cdot C)\,}

## Минимизација логичке формуле
Минимизација (поједностављење) формула комбинационе логике се ради по следећим правилима:
{\displaystyle (A+B)\cdot (A+C)=A+(B\cdot C)}
{\displaystyle \quad (A\cdot B)+(A\cdot C)=A\cdot (B+C)}
{\displaystyle A+(A\cdot B)=A}
{\displaystyle \quad A\cdot (A+B)=A}
{\displaystyle A+(\lnot A\cdot B)=A+B}
{\displaystyle \quad A\cdot (\lnot A+B)=A\cdot B}
{\displaystyle (A+B)\cdot (\lnot A+B)=B}
{\displaystyle \quad (A\cdot B)+(\lnot A\cdot B)=B}
{\displaystyle (A\cdot B)+(\lnot A\cdot C)+(B\cdot C)=(A\cdot B)+(\lnot A\cdot C)}
{\displaystyle (A+B)\cdot (\lnot A+C)\cdot (B+C)=(A+B)\cdot (\lnot A+C)}
Помоћу минимизације (некада се зове логичка оптимизиација), може се постићи поједностављење логичке функције или кола, а логично комбинациона кола постају мања, лакша за анализу, за коришћење или израду.

## Терминологија
Неки људи тврде да израз ``комбинаторна логика“ је боља од ``комбинационих кола“, иако други супротно препоручују.